# Al Waili
Al Waili  (arabiska: الوايلي), är ett distrikt (kism) i Kairo, Egypten som ligger cirka tio kilometer nordost om stadens centrum och bland annat gränsar till distrikten Daher, Hadaiq al-Qubbah, Heliopolis och Nasser City.